# Amtsgericht Erstein

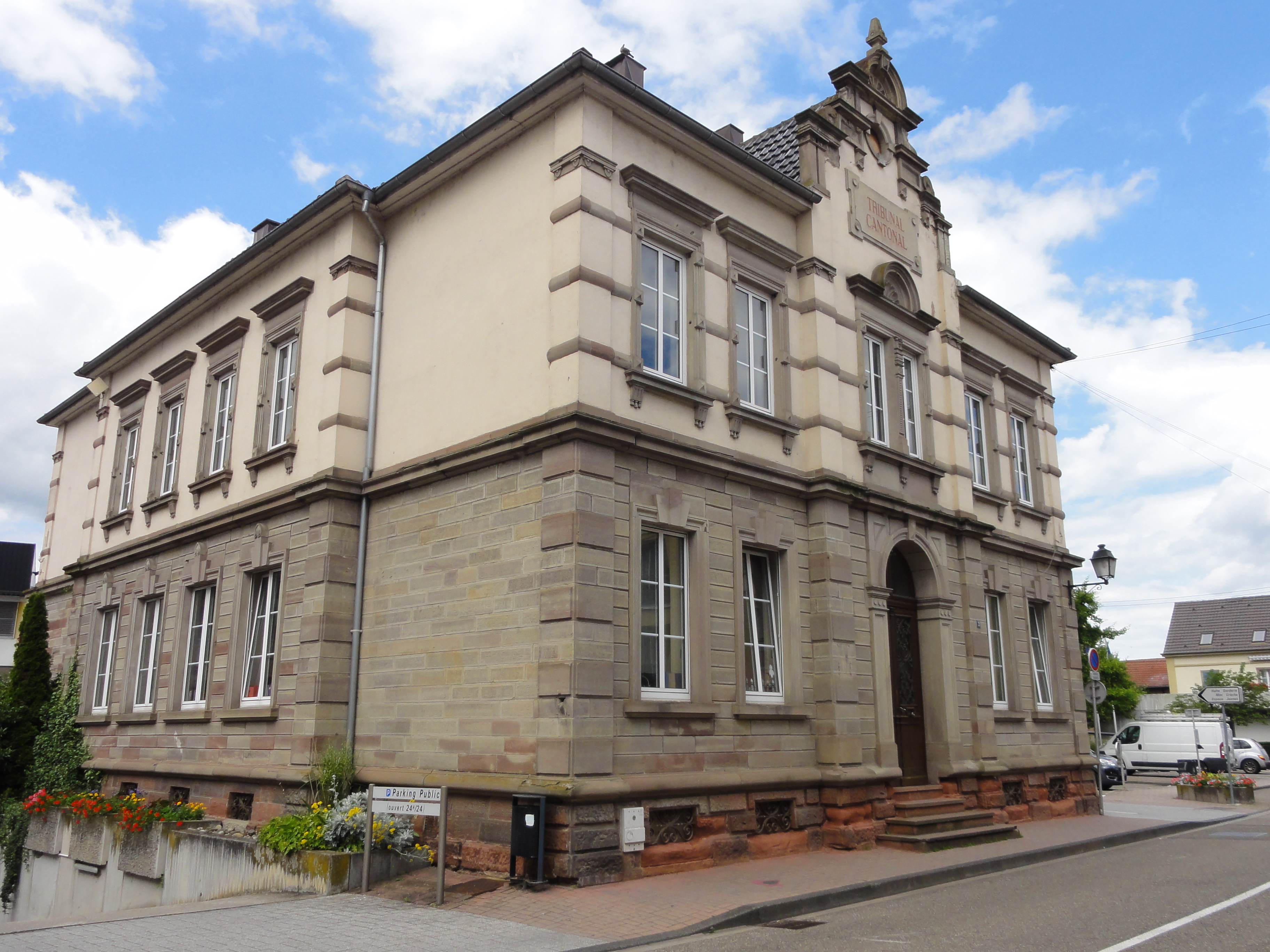
Gerichtsgebäude (2016)

Das Amtsgericht Erstein war ein deutsches Amtsgericht mit Sitz in Erstein.

## Geschichte
Erstein war Sitz eines französischen Friedensgerichtes. Nach der Abtretung Elsass-Lothringens im Frieden von Frankfurt an das Deutsche Reich 1871 wurde die Gerichtsstruktur mit dem Gesetz, betreffend Abänderung der Gerichtsverfassung vom 14. Juli 1871 und der Ausführungsbestimmung hierzu vom gleichen Tag neu geregelt. Dabei wurden die Friedensgerichte beibehalten. Durch Verordnung des Reichskanzlers vom 7. August 1871 wurde das Friedensgericht Erstein aufgehoben und sein Sprengel dem Friedensgericht Benfeld zugeordnet. Im Rahmen der Reichsjustizgesetze wurden 1879 die Friedensgerichte im Reichsland Elsass-Lothringen aufgehoben und Amtsgerichte gebildet. Hierbei wurde in Erstein kein Amtsgericht geschaffen. Das Amtsgericht Erstein wurde erst durch Verordnung vom 1. September 1891 für den Bezirk des Kantons Erstein (ohne die Gemeinde Westhausen) mit Wirkung zum 1. Oktober 1891 errichtet. Es war dem Landgericht Straßburg nachgeordnet. Der Gerichtsbezirk umfasste 1895 den Kanton Erstein ohne die Gemeinde Westhausen mit 122 Quadratkilometern, 12.875 Einwohnern und zwölf Gemeinden.
Nach der Reannexion Elsass-Lothringens durch Frankreich nach dem Ersten Weltkrieg wurde das Amtsgericht Erstein als „Tribunal cantonal Erstein“ weitergeführt. Im Zweiten Weltkrieg wurde 1940 von der deutschen Besatzungsmacht die vorgefundene Gerichtsstruktur unter Verwendung deutscher Ortsnamen und Behördenbezeichnungen, hier also wieder als Amtsgericht Erstein, fortgeführt.

## Gerichtsgebäude
In einer Beschreibung des Architekten Lemire aus dem Jahr 1767 befand sich an der Stelle des späteren Gerichts ein Gebäudekomplex aus zwei Gebäuden um einen gemeinsamen Hof. Das Gerichtsgebäude wurde 1893 erbaut. Seine heutige Adresse ist 3 rue du Vieux-Marché. Das zweigeschossige Gebäude ist im Erdgeschoss aus quaderförmigem Werkstein erbaut und im Obergeschoss verputzt. Die Front ist durch einen Ziergiebel geprägt, der die Aufschrift „Tribunal Cantonal“ trägt. Das ehemalige Gerichtsgebäude steht unter Denkmalschutz.